# Vittorio Ercoli
Vittorio Ercoli (Empoli, 11 febbraio 1929) è un ex calciatore italiano, di ruolo attaccante.

## Carriera
Debutta in Serie B con l'Empoli nella stagione 1947-1948, disputando con i toscani tre campionati cadetti prima della retrocessione in Serie C, per un totale di 56 presenze e 4 reti.